# L'uomo che cadde sulla Terra (film)
L'uomo che cadde sulla Terra (The Man Who Fell to Earth) è un film del 1976 diretto da Nicolas Roeg.
Pellicola di fantascienza il cui soggetto è tratto dall'omonimo romanzo di Walter Tevis.
Il ruolo di protagonista è ricoperto dal cantante rock inglese David Bowie, al suo esordio nella recitazione.

## Trama
Un uomo con l'aria di un vagabondo e con un passaporto britannico a nome di un tale Thomas Jerome Newton, si reca in una gioielleria di una cittadina del Kentucky per vendere una fede d'oro.
Tempo dopo, un avvocato di New York di nome Oliver Farnsworth e specialista in brevetti industriali, riceve la visita di Newton, il quale chiede di esaminare degli incartamenti relativi a delle sue invenzioni. Il legale capisce di trovarsi nove potenziali brevetti rivoluzionari, nel campo dell'Elettronica, della Chimica, della Fotografia e della Musica.
Nathan Bryce, professore di Chimica dell'Università di Chicago e incuriositosi di un nuovo procedimento fotografico, di un principio a lui stesso ignoto, coglie l'occasione per abbandonare il mondo accademico e dedicarsi ad una più proficua attività presso la multinazionale World Enterprises Corp., origine della tecnica innovativa.
Newton ha uno spiacevole incidente in un albergo di Louisville (Kentucky), prendendo un ascensore di un tipo vetusto in quanto azionato con una leva a mano. L'accelerazione brusca gli causa svenimento ed emorragia. Salvato da una cameriera, Mary-Lou, viene da costei accudito in casa sua durante la convalescenza, nascendo un'amicizia seguita da un rapporto affettivo.
La donna, sebbene semplice e della classe medio bassa, è incuriosita da alcune stranezze e lacune di lui. Ben presto i due si trasferiscono in una casa sul lago presso Haneyville, sede del centro di ricerche e sviluppo.
Un paesaggio verde e rigoglioso si trasforma improvvisamente in uno arido, popolato da una famiglia di umanoidi alieni, probabili superstiti e congiunti di Newton.
Tra Newton e Mary Lou si crea della tensione. Lei percepisce che le stia nascondendo qualcosa, lui è sempre più insofferente come se gli mancasse il tempo; soffre di visioni che si sovrappongono alla sua percezione, tra cui una famiglia vestita con tute salvavita che attraversa il paesaggio alieno.
Newton incontra Bryce, con il quale si crea un rapporto di grandissima fiducia e al quale confidare la natura dell'impresa, la costruzione di una capsula spaziale per un lungo viaggio che sembra di sola andata. Bryce, citando il motto latino della Royal Air Force, si sorprende dell'ignoranza dello stesso idioma da parte di Newton. Il ricercatore indaga sull'altro, scoprendo da una radiografia una natura letteralmente aliena.
Il volume di attività World Enterprises minaccia i grandi trust dell'impresa, al punto da mobilitare la CIA e al rifiuto di Farnsworth di collaborare contro di Newton, decide di passare alle vie di fatto.
Newton si sente sempre più solo, le sue visioni si intensificano. Dopo un litigio con Mary-Lou decide di rivelarsi alla donna nel suo aspetto reale, con capelli e epidermide posticci, lasciandole la casa e un ingente somma di denaro, per ritirarsi in una baracca nel deserto.
Al corrente di tutto Newton convoca Nathan Bryce, racconta la sua origine e lo scopo della missione, mettere in salvo i superstiti dall'estinzione:
(Thomas Jerome Newton a Nathan Bryce)
L'astronave è pronta per il lancio dal centro ricerche del Kentucky. È questo il momento che la CIA ha scelto per colpire. A New York, due sicari con caschi da football si introducono nell'appartamento di Oliver Farnsworth e lo scaraventano giù dalla finestra. L'autista di Newton, corrotto dagli agenti, sequestra il suo capo portandolo via con la limousine.
Newton viene tenuto segregato nell'ala deserta di un hotel, in balia di équipe di medici chiamati a investigare sulla sua possibile natura extraterrestre. Gli esami si prolungano indefinitamente, per la disperazione Newton cade in preda all'alcol, che il suo metabolismo non tollera. La World Enterprises versa in gravi difficoltà finanziarie. Nathan Bryce, convinto dalla CIA a collaborare, visita Newton in prigionia ma non è in grado di aiutarlo. Lui e Mary-Lou, gli unici due dei quali l'extraterrestre si fidasse, ora hanno una relazione. Bryce riesce a ottenere che alla donna sia permesso di fare visita al suo ex amante, che non appare minimamente invecchiato malgrado il trascorrere del tempo. Newton è amareggiato, sconsolato, ma confessa di non essere in grado di odiare nessuno, e neppure di amare Mary-Lou.
È l'ultima volta che i due si vedono. Poco per volta, gli esami medici sull'organismo di Newton eliminano ogni traccia della sua origine extraterrestre, e la sua vista rimane danneggiata dai raggi X dei medici. Il tempo trascorre per tutti tranne per Newton.
Un giorno in cui Newton si aggira senza meta nel grande appartamento della sua prigionia, si accorge che la porta è aperta e la sorveglianza sembra svanita. Fugge senza pensarci un momento, attraversa a piedi scalzi l'albergo ignorato da tutti e si dilegua in strada.
È Natale, Mary-Lou e Nathan Bryce vivono insieme, invecchiati e perseguitati dal rimorso e dal dispiacere. Un giorno in un negozio di musica Bryce chiede di ascoltare un vinile, l'artista riportato sulla copertina è The Visitor, “il Visitatore”. Riconosce la voce. Dopo lunghe ricerche, un Nathan Bryce con barba e capelli ormai completamente bianchi rintraccia Newton, che dimostra sempre la stessa età, seduto ad un tavolino di un bar dove annega nell'alcool la propria rassegnazione. Newton si informa sulla salute di Mary-Lou - lo scienziato non ha il coraggio di rivelargli che vivono insieme - domanda se abbiano bisogno di soldi, dato che ne ha a profusione, e apprende su come Bryce sia riuscito a rintracciarlo, tramite il disco che lui ha inciso come messaggio, nella speranza che un giorno sua moglie possa ascoltarlo captando le trasmissioni radio terrestri. “Si sente amareggiato per qualcosa?” domanda Bryce. “Amareggiato? No”, risponde Newton. “Probabilmente vi avremmo trattato allo stesso modo, se fosse venuto lei da noi.”
Tra Newton e Bryce sembra esserci una piccola speranza, ma l'extraterrestre china il capo e sviene nell'ultima scena, intrappolato su un pianeta che non conosce. 

## Colonna sonora
Bowie scrisse con Paul Buckmaster una colonna sonora per il film che non piacque al regista e fu scartata. L'artista inglese si infuriò per il rifiuto e a fine anno licenziò il proprio manager Michael Lippman, ritenendolo colpevole di non aver convinto Roeg a usare la sua musica. Il regista basò quindi la colonna sonora su brani di Stomu Yamashta e John Phillips.

### Tracce
1. Make the World Go Away, scritta da Hank Cochran eseguita da Jim Reeves
2. Blue Bayou, scritta da Joe Melson e Roy Orbison eseguita da Roy Orbison
3. True Love, scritta da Cole Porter eseguita da Bing Crosby e Grace Kelly
4. Stardust, scritta da Hoagy Carmichael e Mitchell Parish eseguita da Artie Shaw
5. Hello Mary-Lou, scritta da Gene Pitney eseguita da John Phillips e Mick Taylor
6. A Fool Such as I, scritta da William M. Trader eseguita da Hank Snow
7. Love is Coming Back, scritta da John Phillips eseguita da Geneviève Waïte
8. Poker Dice, scritta ed eseguita da Stomu Yamashta
9. Thirty-Three And A Third, scritta ed eseguita da Stomu Yamashta
10. Mandala, scritta ed eseguita da Stomu Yamashta
11. Wind Words, scritta ed eseguita da Stomu Yamashta
12. One Way, scritta ed eseguita da Stomu Yamashta
13. Memory of Hiroshima, scritta ed eseguita da Stomu Yamashta
14. Canto delle balene, registrata da Frank Watlington
15. Boys From The South, scritta ed eseguita da John Phillips
16. Rhumba Boogie, scritta ed eseguita da John Phillips
17. Blue Grass Breakdown, scritta ed eseguita da John Phillips
18. Excerpts from 'The Planets Suite', scritta da Gustav Holst eseguita dall'Orchestra Sinfonica di Bournemouth
19. Blueberry Hill, scritta da Vincent Rose, Larry Stock e Al Lewis eseguita da Louis Armstrong
20. Enfantillages Pictoresques, scritta da Erik Satie eseguita da Frank Glazer
21. Try To Remember da The Fantasticks, scritta da Harvey Schmidt e Tom Jones eseguita da The Kingston Trio
22. Silent Night testi di Joseph Mohr Musica di Franz Gruber eseguita da Robert Farnon e la sua orchestra
23. Parker's Band, scritta da Donald Fagen, Walter Becker eseguita dagli Steely Dan
24. Shades of Scarlett Conquering, scritta ed eseguita da Joni Mitchell
25. Baby Come Back, scritta da Peter Beckett e John Crowley, eseguita da Player
26. Any Major Dude Will Tell You, scritta da Donald Fagen, Walter Becker eseguita dagli Steely Dan

## Critica
Nicolas Roeg, conosciuto soprattutto come direttore della fotografia (per citare un altro film di fantascienza, Fahrenheit 451 di François Truffaut) scelse il romanzo di Walter Tevis fra centinaia di possibili soggetti di fantascienza. L'uomo che cadde sulla Terra non si basa su mirabolanti effetti speciali: Roeg cambia il punto di vista del classico film di genere, si pone cioè nei panni dell'alieno per raccontare la solitudine, i timori e le sconfitte della civiltà d'oggi.
Il film vede l'esordio cinematografico della rockstar David Bowie, già noto per l'immagine androgina (si esibiva in concerto nelle sembianze di un alieno umanoide, Ziggy Stardust) che in questo caso presta a Thomas Jerome Newton conferendo al personaggio uno sconcertante spessore, una credibilità che è data da un'aura di mistero e da una problematicità che ne alimenta il carisma a discapito dell'azione, al punto da diventare il centro di gravità del film stesso. Il protagonista sembra ricalcato su Walter Tevis, l'autore del romanzo da cui è tratto il soggetto: un uomo schivo e solitario che utilizzò il ritratto di se stesso come metafora della condizione esistenziale dell'uomo moderno. Newton gli somiglia nel fisico, nel carattere e nella dipendenza dall'alcool, nel rapporto doloroso con gli ospedali e i ferri chirurgici, nella constatazione del lento deterioramento del corpo dall'interno (Tevis morì di tumore dopo avere trascorso buona parte della vita a Haneyville, la città in cui arriva dallo spazio l'uomo che cadde sulla Terra). Il film di Roeg affronta da una diversa angolazione i temi del romanzo di Tevis, l'angoscia della solitudine e l'alienazione del diverso, moltiplicandone l'interesse.
Mai legata a codici visivi convenzionali, questa pellicola si distingue soprattutto per il linguaggio fotografico molto sobrio, che accompagna con colori e contrasti pregnanti i significati di dolore e di speranza dell'azione e dei dialoghi: un'estetica fotografica ricercata che grazie alla precedente professione “tecnica” del regista riesce a fondersi con lo stile narrativo voluto dalla sceneggiatura, rimanendo essenziale nella composizione, paradossalmente invisibile. Predominano i toni scuri della tristezza, della paura, del mistero, e anche la passione erotica soggiace a colori stinti, come a voler ribadire l'ingombrante presagio di morte.
Nel film il contributo musicale di David Bowie è sostanzialmente nullo, se si eccettua qualche frammento isolato. Alcuni fan credono che l'album The Visitor che Bryce prende in mano nel negozio di dischi sia la colonna sonora originale che Bowie scrisse per il film, che fu tuttavia rifiutata da Roeg perché troppo sperimentale e composta sotto il pesante effetto della cocaina: circa 10g al giorno per sua stessa ammissione. Il commento musicale venne quindi affidato a John Phillips e Stomu Yamashta.
Nella pellicola appaiono in un cameo l'astronauta statunitense James Lovell, veterano dello spazio reduce dal naufragio della missione Apollo 13 che interpreta se stesso, e lo scrittore Terry Southern nei panni di un reporter.
Il film può risultare sconcertante per lo spettatore che fa riferimento alla logica cartesiana, dal momento che è disseminato di lacune narrative, cambi di direzione labirintici, brusche ellissi temporali che devono essere colmate con l'immaginazione, situazioni accennate e non sviluppate. L'impressione è che l'effetto d'insieme del film sfugga alle intenzioni della produzione verso una direzione differente, che con il sostegno del pubblico colto assume toni intellettualistici, quasi filosofici. L'uomo che cadde sulla Terra può infatti essere interpretato in due modi: come la storia di un extraterrestre che diventa ricchissimo e potentissimo vendendo all'industria i mirabolanti segreti tecnologici della sua lontana civiltà; oppure come una parabola con risonanze cristologiche, suggestioni di una seconda “discesa sulla Terra” e di un secondo martirio.

## Riconoscimenti
- Saturn Awards 1977
  - miglior attore (David Bowie)